# 白鳥村 (香川県)
白鳥村（しろとりむら）は、香川県大川郡にあった村。

## 歴史
- 1890年（明治23年）2月15日 - 町村制施行に伴い、大内郡白鳥村・湊村（みなとむら）が合併し、白鳥村が発足。
- 1899年（明治32年）4月1日 - 大川郡の所属となる。
- 1955年（昭和30年）7月1日 - 大川郡白鳥本町・五名村・福栄村と新設合併し、白鳥町が発足。同日白鳥村廃止。